# Systasis varipes
Systasis varipes är en stekelart som beskrevs av Girault 1915. Systasis varipes ingår i släktet Systasis och familjen puppglanssteklar. Inga underarter finns listade i Catalogue of Life.